# Giovanni Archinto
Giovanni Archinto (Milano, 10 agosto 1736 – Milano, 9 febbraio 1799) è stato un cardinale italiano.

## Biografia
Giovanni Archinto nacque a Milano il 10 agosto 1736, figlio secondogenito di Filippo Archinto, conte di Tainate, e di sua moglie Giulia Borromeo-Arese. Suoi fratelli furono Carlo, Lodovico e Giulia. Egli era pronipote del cardinale Giuseppe Archinto e nipote dei cardinali Alberico Archinto e Vitaliano Borromeo.
Egli compì i propri studi all'Università degli Studi di Pavia e successivamente proseguì all'Università La Sapienza di Roma ove ottenne il dottorato in utroque iure il 27 luglio 1759.
Entrato nella prelatura romana, nel 1749 divenne abate commendatario di Sant'Antonio a Milano e fu inizialmente sotto la protezione del potente zio, il cardinale Alberico, segretario di Stato di Clemente XIII. Cappellano privato di papa Clemente XIII nel 1758, in quello stesso anno venne inviato in Francia come legato apostolico a latere per portare la berretta cardinalizia al cardinale François-Joachim de Pierre de Bernis, futuro ambasciatore francese a Roma. Mentre si trovava a Parigi, egli fu in grado di guadagnarsi la simpatia del re Luigi XV al punto che il monarca gli garantì le rendite dell'abbazia benedettina di Saint-Faron, nella diocesi di Meaux. Tornato a Roma, il 20 settembre 1759 venne nominato Referendario del Tribunale della Segnatura Apostolica.
Il 23 dicembre 1759 ottenne il suddiaconato e venne nominato vice-legato a Bologna ove rimase in carica sino al 1763, ricevendo il diaconato il 2 marzo 1760.
Ordinato sacerdote il 3 marzo 1760, divenne protonotario apostolico partecipante e relatore della sacra consulta dal giugno del 1763. Nel febbraio del 1764 divenne abate commendatario di San Giuliano a Como.
Eletto arcivescovo titolare di Filippi il 1º dicembre 1766, venne consacrato l'8 dicembre di quello stesso anno nella cappella del Palazzo del Quirinale da papa Clemente XIII assistito da Scipione Borghese, arcivescovo titolare di Teodosia, e da Ignazio Reali, arcivescovo titolare di Atene. Nella stessa cerimonia venne consacrato anche Giovanni Battista Caprara, arcivescovo titolare di Iconio e futuro cardinale arcivescovo di Milano. Nominato assistente al trono pontificio dall'8 dicembre 1766, fu nunzio apostolico nel Granducato di Toscana dal 20 dicembre di quell'anno sino al giugno del 1769, nonché abate commendatario di Santa Maria di Brera a Milano. Segretario dei Memoriali dal 20 giugno 1769, fu cameriere segreto del papa e prefetto del palazzo apostolico dal 9 novembre 1770. In quello stesso anno, l'arcivescovo milanese Giuseppe Pozzobonelli, ormai provato dalla lunga reggenza dell'arcidiocesi e dalla malattia che lo affliggeva, aveva fatto il nome dell'Archinto a papa Clemente XIV per sostituirlo sulla cattedra di Sant'Ambrogio, ma questi rifiutò di accondiscendere alla rinuncia dell'arcivescovo, imponendogli di rimanere alla guida della chiesa di Milano. Tra 1771 e 1773 insegnò nell'Università di Malta, chiamato dal rettore Roberto Costaguti. Nel 1773 gli italiani vengono espulsi dall'isola e l'Archinto rientrò in Italia. Il Sacro Collegio dei Cardinali lo nominò governatore del conclave del 1774-1775 nel quale venne eletto papa Pio VI. Il nuovo papa lo confermò ai suoi incarichi e gli aumentò le cariche ed i privilegi creandolo abate commendatario dei Santi Pietro e Paolo a Cremona dal novembre del 1775, scambiando dall'anno successivo quest'abbazia con quella di San Lanfranco a Pavia.
Creato cardinale nel concistoro del 15 aprile 1776, venne conservato in pectore e poi pubblicato nel concistoro del 20 maggio di quello stesso anno, ricevendo la berretta cardinalizia il 18 dicembre 1777 ed il titolo presbiteriale dei Santi XII Apostoli dal 15 luglio 1776. Protettore dell'Ordine degli Olivetani benedettini dal gennaio del 1777, fu patrono anche degli Agostiniani dal gennaio del 1781. Sempre a Roma Giovanni Archinto divenne protettore della Pontificia Accademia Ecclesiastica dei Nobili dal novembre del 1780. Prefetto della Sacra Congregazione dei Riti dal gennaio del 1781, dal 1785 venne nominato Camerlengo del Sacro Collegio dei Cardinali rimanendo in carica sino al 13 febbraio 1786. Nel 1793 ottenne la commenda dell'abbazia di San Girolamo di Como e dal 1º giugno 1795 optò per l'ordine dei cardinali-vescovi ed ottenne la sede suburbicaria di Sabina. Dopo l'invasione francese dello Stato Pontificio e la proclamazione della Prima Repubblica romana nel 1798 venne espulso dalla città e prese definitiva residenza a Milano ove morì poco dopo.
Giovanni Archinto si spense infatti a Milano il 9 febbraio 1799, all'età di 62 anni.

## Genealogia episcopale e successione apostolica
La genealogia episcopale è:
- Cardinale Scipione Rebiba
- Cardinale Giulio Antonio Santori
- Cardinale Girolamo Bernerio, O.P.
- Arcivescovo Galeazzo Sanvitale
- Cardinale Ludovico Ludovisi
- Cardinale Luigi Caetani
- Cardinale Ulderico Carpegna
- Cardinale Paluzzo Paluzzi Altieri degli Albertoni
- Papa Benedetto XIII
- Papa Benedetto XIV
- Papa Clemente XIII
- Cardinale Giovanni Archinto

La successione apostolica è:
- Arcivescovo Andrea Ratti (1776)
- Vescovo Nicola Pietro Andrea Zoppetti, O.E.S.A. (1785)

## Ascendenza
|                                                          |                                            |                                                         | Genitori                                            |  |  | Nonni |  |  | Bisnonni                               |  |  | Trisnonni                          |  |
|                                                          |                                            |                                                         |                                                     |  |  |       |  |  | Filippo Archinto, I marchese di Parona |  |  | Carlo Archinto, I conte di Tainate |  |
|                                                          |                                            |                                                         |                                                     |  |  |       |  |  | Filippo Archinto, I marchese di Parona |  |  | Carlo Archinto, I conte di Tainate |  |
|                                                          |                                            | Caterina Arese                                          |                                                     |  |  |       |  |  | Filippo Archinto, I marchese di Parona |  |  |                                    |  |
| Carlo Archinto, II marchese di Parona                    |                                            |                                                         |                                                     |  |  |       |  |  | Filippo Archinto, I marchese di Parona |  |  |                                    |  |
|                                                          |                                            | Camilla Stampa, marchesa di Parona                      | Girolamo Stampa, marchese di Parona                 |  |  |       |  |  |                                        |  |  |                                    |  |
|                                                          |                                            | Camilla Stampa, marchesa di Parona                      | Girolamo Stampa, marchese di Parona                 |  |  |       |  |  |                                        |  |  |                                    |  |
|                                                          |                                            | Camilla Stampa, marchesa di Parona                      | Anna Visconti Borromeo                              |  |  |       |  |  |                                        |  |  |                                    |  |
| Filippo Archinto, III marchese di Parona                 |                                            | Camilla Stampa, marchesa di Parona                      |                                                     |  |  |       |  |  |                                        |  |  |                                    |  |
|                                                          |                                            | Alberico Barbiano di Belgioioso, VI conte di Belgioioso | Carlo Barbiano di Belgioioso, V conte di Belgioioso |  |  |       |  |  |                                        |  |  |                                    |  |
|                                                          |                                            | Alberico Barbiano di Belgioioso, VI conte di Belgioioso | Carlo Barbiano di Belgioioso, V conte di Belgioioso |  |  |       |  |  |                                        |  |  |                                    |  |
|                                                          |                                            | Alberico Barbiano di Belgioioso, VI conte di Belgioioso | Francesca Malombra                                  |  |  |       |  |  |                                        |  |  |                                    |  |
| Giulia Barbiano di Belgioioso                            |                                            | Alberico Barbiano di Belgioioso, VI conte di Belgioioso |                                                     |  |  |       |  |  |                                        |  |  |                                    |  |
|                                                          |                                            | Maria Landriani                                         | Marsilio Landriani                                  |  |  |       |  |  |                                        |  |  |                                    |  |
|                                                          |                                            | Maria Landriani                                         | Marsilio Landriani                                  |  |  |       |  |  |                                        |  |  |                                    |  |
|                                                          |                                            | Maria Landriani                                         | Antonia Taverna                                     |  |  |       |  |  |                                        |  |  |                                    |  |
| Giovanni Archinto                                        |                                            | Maria Landriani                                         |                                                     |  |  |       |  |  |                                        |  |  |                                    |  |
|                                                          | Carlo Borromeo Arese, V marchese di Angera | Renato II Borromeo, IV marchese di Angera               |                                                     |  |  |       |  |  |                                        |  |  |                                    |  |
|                                                          | Carlo Borromeo Arese, V marchese di Angera | Renato II Borromeo, IV marchese di Angera               |                                                     |  |  |       |  |  |                                        |  |  |                                    |  |
|                                                          | Carlo Borromeo Arese, V marchese di Angera | Giulia Arese                                            |                                                     |  |  |       |  |  |                                        |  |  |                                    |  |
| Giovanni Benedetto Borromeo Arese, VI marchese di Angera | Carlo Borromeo Arese, V marchese di Angera |                                                         |                                                     |  |  |       |  |  |                                        |  |  |                                    |  |
|                                                          |                                            | Giovanna Odescalchi                                     | Carlo Odescalchi                                    |  |  |       |  |  |                                        |  |  |                                    |  |
|                                                          |                                            | Giovanna Odescalchi                                     | Carlo Odescalchi                                    |  |  |       |  |  |                                        |  |  |                                    |  |
|                                                          |                                            | Giovanna Odescalchi                                     | Beatrice Cusani                                     |  |  |       |  |  |                                        |  |  |                                    |  |
| Giulia Borromeo Arese                                    |                                            | Giovanna Odescalchi                                     |                                                     |  |  |       |  |  |                                        |  |  |                                    |  |
|                                                          |                                            | Marcantonio Grillo, III marchese di Clarafuente         | Agapito III Grillo                                  |  |  |       |  |  |                                        |  |  |                                    |  |
|                                                          |                                            | Marcantonio Grillo, III marchese di Clarafuente         | Agapito III Grillo                                  |  |  |       |  |  |                                        |  |  |                                    |  |
|                                                          |                                            | Marcantonio Grillo, III marchese di Clarafuente         | Maria de Mari                                       |  |  |       |  |  |                                        |  |  |                                    |  |
| Clelia Grillo                                            |                                            | Marcantonio Grillo, III marchese di Clarafuente         |                                                     |  |  |       |  |  |                                        |  |  |                                    |  |
|                                                          |                                            | Maria Antonia Imperiali                                 | Carlo Imperiali                                     |  |  |       |  |  |                                        |  |  |                                    |  |
|                                                          |                                            | Maria Antonia Imperiali                                 | Carlo Imperiali                                     |  |  |       |  |  |                                        |  |  |                                    |  |
|                                                          |                                            | Maria Antonia Imperiali                                 | Ginevra Grillo                                      |  |  |       |  |  |                                        |  |  |                                    |  |
|                                                          |                                            | Maria Antonia Imperiali                                 |                                                     |  |  |       |  |  |                                        |  |  |                                    |  |